# لايل تالبوت
لايل تالبوت (بالإنجليزية: Lyle Talbot)‏ هو ممثل أمريكي، ولد في 8 فبراير 1902 في الولايات المتحدة، وتوفي في 2 مارس 1996 بسان فرانسيسكو في الولايات المتحدة بسبب قصور القلب.

## أعمال

### أفلام
- (1933) شارع 42
- (1934) ليلة من الحب
- (1956) الرجل العظيم
- (1959) الخطة 9 من الفضاء الخارجي[4][5]

## وصلات خارجية
- لايل تالبوت على موقع IMDb (الإنجليزية)
- لايل تالبوت على موقع ألو سيني (الفرنسية)
- لايل تالبوت على موقع أول موفي (الإنجليزية)
- لايل تالبوت على موقع قاعدة بيانات برودواي على الإنترنت (الإنجليزية)
- لايل تالبوت على موقع قاعدة بيانات الأفلام السويدية (السويدية)
- لايل تالبوت على موقع إن إن دي بي (الإنجليزية)
- لايل تالبوت على موقع قاعدة بيانات الفيلم (الإنجليزية)
- لايل تالبوت على موقع كينوبويسك (الروسية)